# Palestro (metrostation)
Palestro is een metrostation in de Italiaanse stad Milaan dat werd geopend op 1 november 1964 en wordt bediend door lijn 1 van de metro van Milaan.

## Geschiedenis
In 1952 werd een metroplan voor Milaan ingediend dat in 1955 werd goedgekeurd. Het initiële deel van lijn 1, waaronder Palestro, werd aangelegd tussen 1957 en 1964. Het station ligt onder de Corso Venezia ter hoogte van de Via Palestro op 528 meter ten noorden van San Babila en 604 meter ten zuiden van Porta Venezia. Het ondiep gelegen zuilenstation is volgens de Milanese methode gebouwd naar het standaardontwerp voor de stations van lijn 1.      
Het station werd samen met 20 andere stations op 1 november 1964 geopend en was toen het middelste station van de lijn.

## Ligging en inrichting
Het station heeft twee zijperrons met een rij zuilen tussen de sporen op ongeveer 10 meter onder straatniveau. Ten noorden van het westelijke perron ligt een opstelspoor terwijl ten zuiden van de perrons overloopwissels liggen. Hierdoor is het mogelijk om de lijn bij verstoringen in tweeën te delen en de metro's op het wel bruikbare deel bij Palestro te laten keren. Onder de straat en boven de perrons ligt de verdeelhal met toegangspoortjes en trappen naar het midden van de perrons. De verdeelhal zelf is bereikbaar uit een voetgangerstunnel onder de Corso Venezia en via verschillende trappen aan weerszijden van de Corso Venezia. Op de hoek van de Corso Venezia en de Via Palestro, vlak te noorden van het station, staat het natuurhistorisch museum. Langs de Via Palestro zijn verdere bezienswaardigheden te vinden zoals de Villa Reale, het Paviljoen voor hedendaagse kunst en de tuinen van Indro Montanelli. Aan het westelijke einde van de Via Palestro ligt de Piazza Cavour waar de antieke Porta Nuova te vinden is.   